# Бульвар Незалежності (Калуш)
Бульвар Незалежності є важливою транспортною артерією для Нового Калуша, оскільки поєднує дві головні вулиці: проспект Лесі Українки та вулиці Євшана. Включає в себе 2 окремі двосмугові автодороги.

## Розташування
Поєднує проспект Лесі Українки та перехрестя вулиць Євшана-Помаранчевої Революції-Шептицького-Незалежності. До бульвару прилягає одна невелика вулиця — вулиця Гоголя.

## Історія
На цьому місці розташовувалась садибна забудова колонії Новий Калуш, яка в 1925 р. приєднана до Калуша. Вулиця до 1941 р. називалася Болотною, коли міською управою перейменована на вулицю Івана Мазепи. Після захоплення міста Червоною армією в 1944 р. радянська адміністрація називала вулицю Болотною до 14.03.1947, коли рішенням райвиконкому № 19 перейменована на вулицю Дзержинського. За генеральним планом 1977 р. північну половину цієї вулиці виділено під висотну забудову, знесені садиби, а дорожнє полотно протилежних смуг розділене газоном за бульварним типом. Поза бульваром була збережена вулиця Фелікса Дзержинського (південна частина продовжувалась називатись вулицею Дзержинського до 3.12.1992, коли міськрада перейменувала її на вулицю Михайла Павлика). Протягом 1980-их рр. на лівій стороні вулиці було збудовано дві дев'ятиповерхівки. На протилежній стороні вулиці будівництво не велося, хоча й передбачалося.
5 листопада 1991 рішенням міської ради бульвар Дзержинського (колишня північна частина вулиці Дзержинського) названий бульваром Незалежності Також 15 грудня 1991 р. тут встановлено кам'яну брилу з меморіальною дошкою, яка неодноразово ставала об'єктом агресії для вандалів з антиукраїнським світоглядом. У середині 2000-их рр. збудували Калуський центр зайнятості, який розташований на розі бульвару Незалежності та вулиці Гоголя. У 2005 році розпочалося будівництво нової дев'ятиповерхівки, яке завершилось на початку 2020-их рр.. У 2014 році у вищезгаданій новобудові було відкрито супермаркет Соломон, який згодом був змінений на продуктовий дрібногуртовий магазин TORBA.

## Сьогодення
В наші дні бульвар Незалежності представлений винятково багатоповерховою житловою забудовою та однією державною установою (міський центр зайнятості).
Дана вулиця є місцем проведення великої кількості масових святкових та розважальних заходів. Зокрема, в травні 2011 року саме на цій вулиці був побитий Рекорд України в рубриці «масове виконання танцю (вальс)». В даному заході взяли участь учні шкіл, танцювальні колективи Калуша та усі охочі. Щороку на цій вулиці відбуваються святкові дійства з нагоди Дня міста (27 травня) та Дня незалежності.

## Світлини

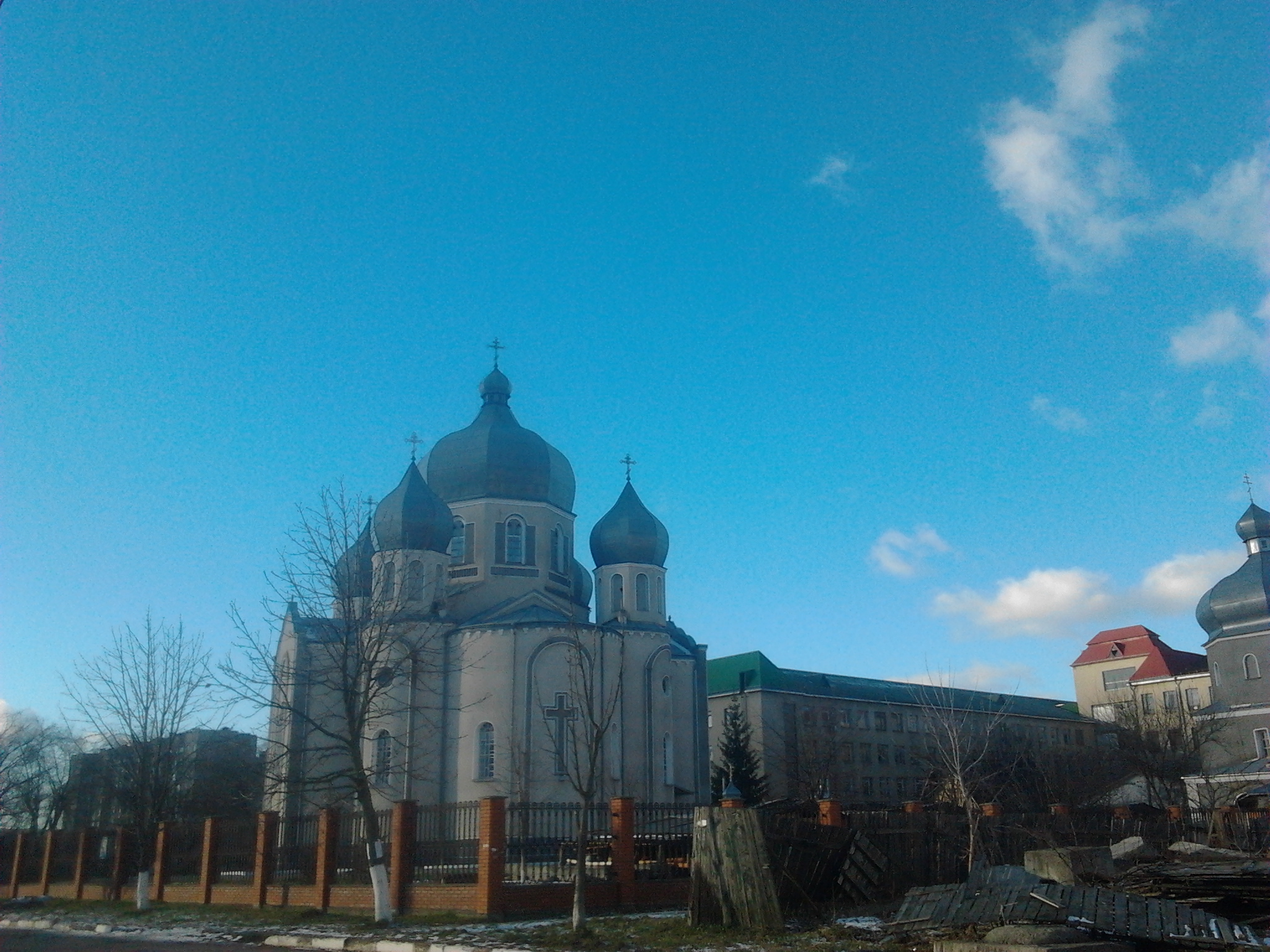
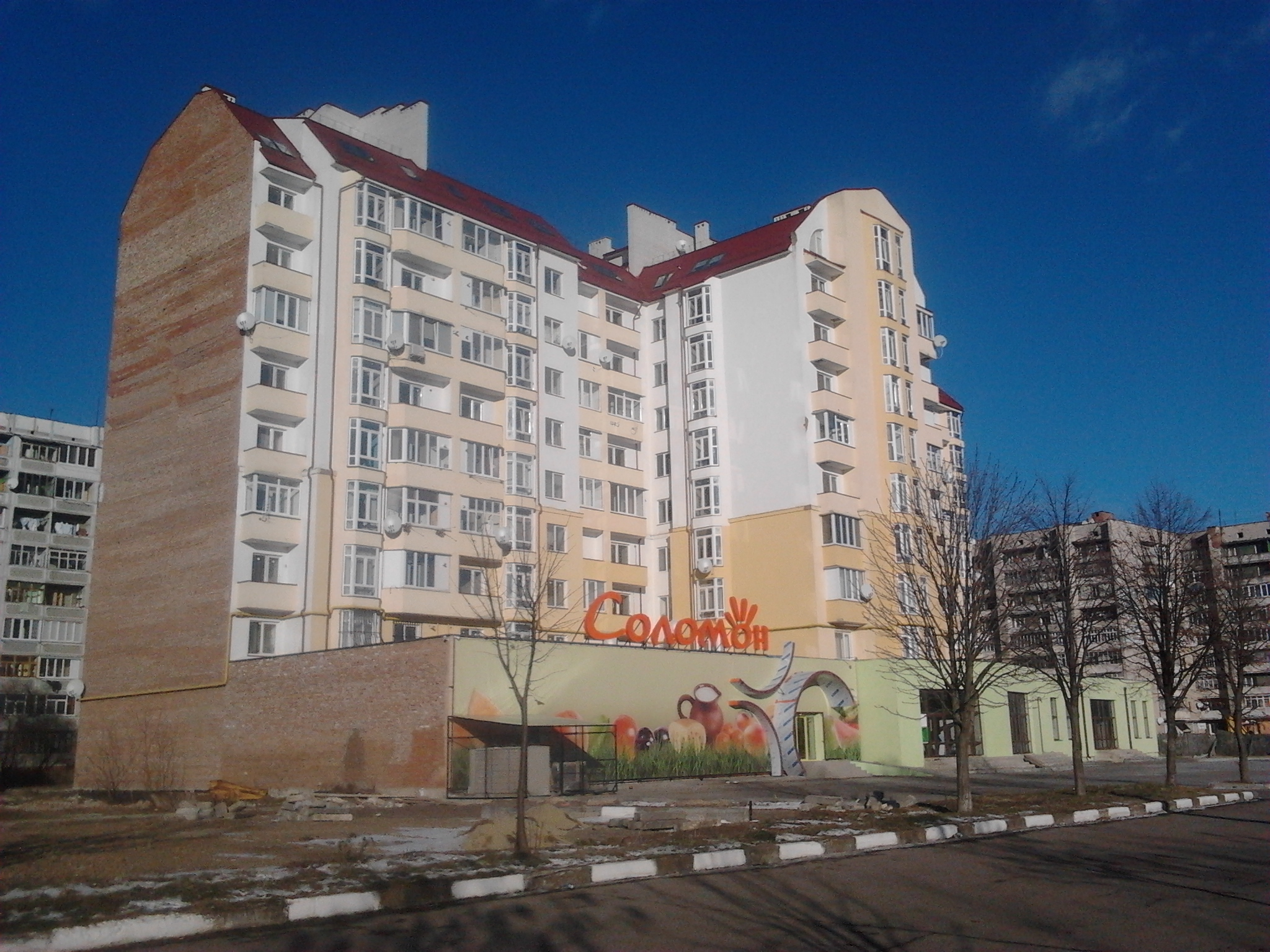
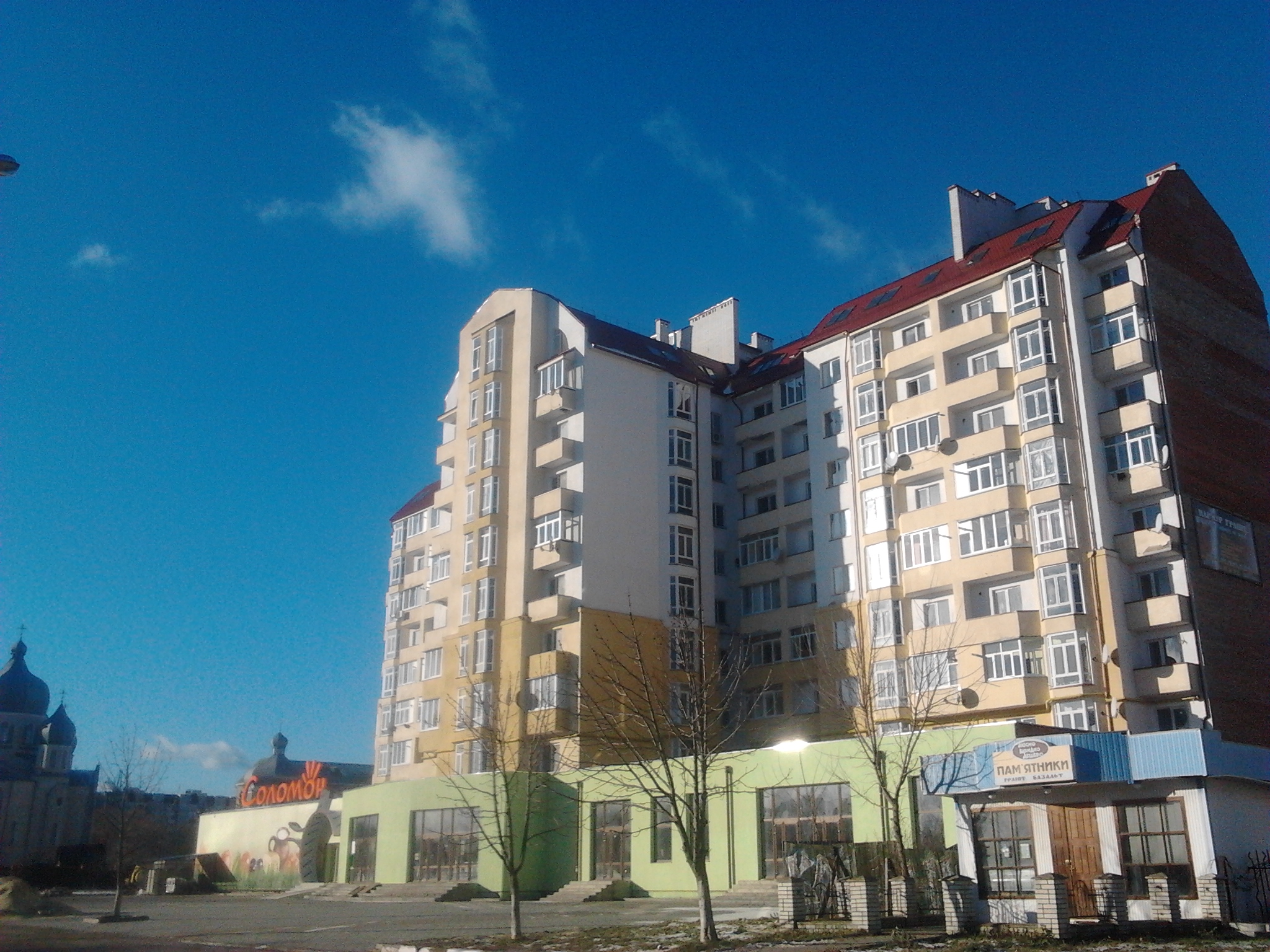
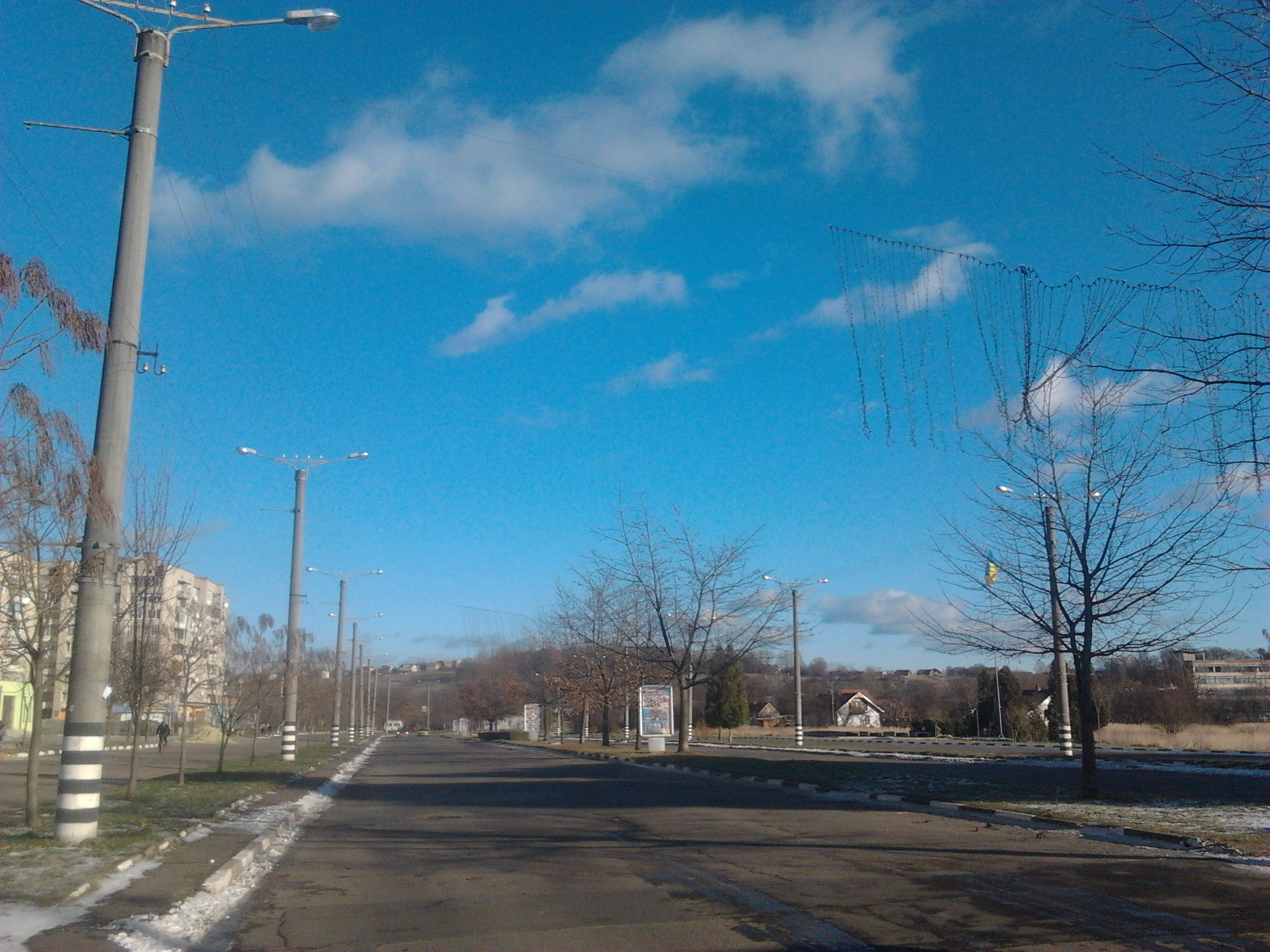
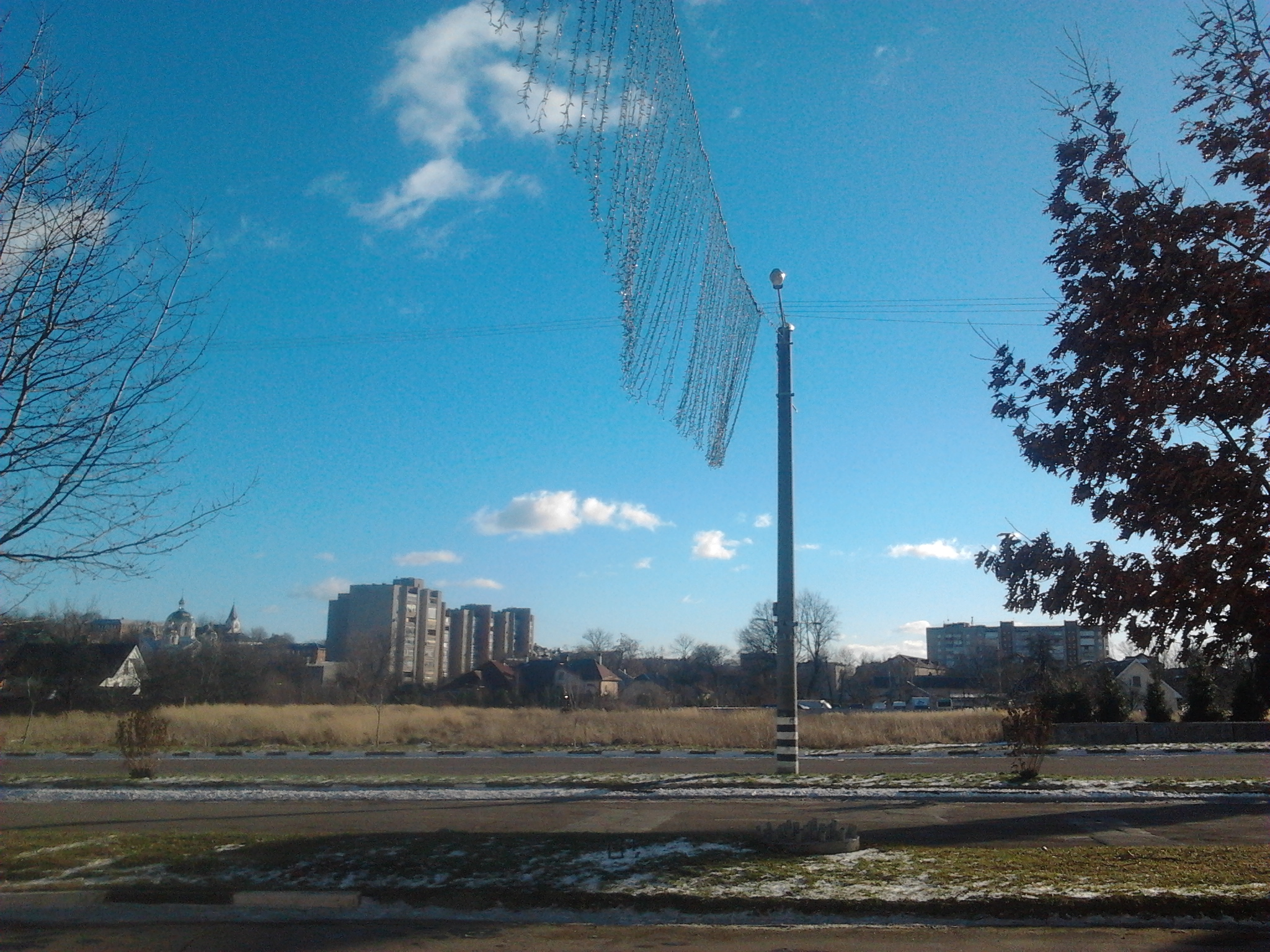